# Loris Bazzocchi
Loris Bazzocchi (Ravenna, 5 gennaio 1931) è un attore italiano.

## Biografia
Dopo essere apparso negli anni cinquanta in qualche film in ruoli minori, la sua carriera di attore ha una certa continuità dal 1960 in poi, come attore caratterista o secondo piano in circa una sessantina di pellicole.
Continua la sua attività fino ai primi anni novanta. In alcuni film è stato accreditato come Loris Bazoky.

## Filmografia parziale
- Il principe dalla maschera rossa, regia di Leopoldo Savona (1955)
- Arrivano i dollari!, regia di Mario Costa (1957)
- Nel blu dipinto di blu, regia di Piero Tellini (1959)
- La lunga notte del '43, regia di Florestano Vancini (1960)
- L'onorata società, regia di Riccardo Pazzaglia (1961)
- Tiro al piccione, regia di Giuliano Montaldo (1961)
- Diciottenni al sole, regia di Camillo Mastrocinque (1962)
- Canzoni... in bikini, regia di Giuseppe Vari (1963)
- I maniaci, regia di Lucio Fulci (1964)
- Super rapina a Milano, regia di Adriano Celentano (1964)
- Agente 077 dall'Oriente con furore, regia di Terence Hathaway (1965)
- Che notte, ragazzi!, regia di Giorgio Capitani (1966)
- Tiffany Memorandum, regia di Terence Hathaway (1967)
- L'invincibile Superman, regia di Paolo Bianchini (1968)
- Italian Secret Service, regia di Luigi Comencini (1968)
- Bronte: cronaca di un massacro che i libri di storia non hanno raccontato, regia di Florestano Vancini (1972)
- Il poliziotto è marcio, regia di Fernando Di Leo (1974)
- Fatevi vivi, la polizia non interverrà, regia di Giovanni Fago (1974)
- Un uomo, una città, regia di Romolo Guerrieri (1974)
- Diagnosi, regia di Mario Caiano – miniserie TV (1975)
- Colpo in canna, regia di Fernando Di Leo (1975)
- La città sconvolta: caccia spietata ai rapitori, regia di Fernando Di Leo (1975)
- Con la rabbia agli occhi, regia di Antonio Margheriti (1976)
- Il prefetto di ferro, regia di Pasquale Squitieri (1977)
- Yeti - Il gigante del 20º secolo, regia di Gianfranco Parolini (1977)
- La patata bollente, regia di Steno (1979)
- Bambulè, regia di Marco Modugno (1979)
- La cicala, regia di Alberto Lattuada (1980)
- Bonnie e Clyde all'italiana, regia di Steno (1983)
- Favoriti e vincenti, regia di Salvatore Maira (1983)
- Razza violenta, regia di Fernando Di Leo (1984)
- I due carabinieri, regia di Carlo Verdone (1984)
- Non ci resta che piangere, regia di Roberto Benigni e Massimo Troisi (1984)
- Asilo di polizia, regia di Filippo Ottoni (1986)
- Fantozzi alla riscossa, regia di Neri Parenti (1990)